# Банкарство у Србији
Банкарство у Србији регулише централна банка Народна банка Србије. Мандат Народне банке Србије је да, не доводећи у питање њен примарни циљ, доприноси одржавању и јачању стабилности финансијског система и привреде Србије, као и да одреди и спроводи мере и активности у том смислу.  Од укупно 29 комерцијалних банака које пружају широку лепезу банкарских услуга, 21 је у већинском страном власништву. Банке у Србији су самосталне у остваривању профитно оријентисаних пословних активности заснованих на принципима солвентности, профитабилности и ликвидности. Свакодневни платни промет се, уз неколико изузетака, обавља у српским динарима, а могу се користити различите врсте кредитних картица (Виса, Мастеркард, Динерс, Американ Експрес). Све главне стране валуте могу се слободно купити и продати у мењачницама широм земље. Многе банке имају аутоматске банкомате, тако да се валута може подићи у било ком тренутку. Странци у Србији, као и у другим земљама, не могу да добију пуну услугу као у матичној земљи, али постоје банке које неће узети превише када превлаче новац са банкомата.

## Профитабилност банкарског сектора
Профитабилност банкарског сектора је до краја јуна 2013. године порасла за 58,8 одсто у односу на исти период 2012. године, а показатељи профитабилности настављају да се опорављају иако су и даље испод нивоа из периода пре кризе. Према извештају о стању у банкарском сектору у другом кварталу године, који је објављен на сајту Народне банке Србије (НБС), банкарски сектор Србије остварио је нето приход од 15,9 милијарди динара, што је 58,8 одсто повећање у односу на исти период 2012. године. Кључни разлог за ове промене је чињеница да је Развојној банци Војводине одузета дозвола за рад и да је у истом периоду 2012. пословала са губитком од 6,9 милијарди динара, саопштила је НБС. Од укупно 31 банке, 18 је остварило добит од 20,6 милијарди динара, док је 13 банака пословало са губитком од 4,7 милијарди динара. Показатељи профитабилности настављају тренд опоравка, али су и даље испод нивоа из периода пре кризе, наводи се у извештају. Динамика опоравка индикатора ће у највећој мери зависити од пословне политике банака која у овом тренутку има за циљ уздржавање од узимања нових кредита и улагања у најликвидније и најбезбедније облике улагања као што су репо хартије од вредности НБС и обвезнице Србије. Највећи профит оствариле су банке које припадају групи великих банака (са учешћем у активи од преко пет одсто банкарског сектора), док су највеће губитке имале средње банке (до пет одсто). На листи банака са највећом нето добити су Банца Интеса (4.316 милијарди динара), Рајфајзен банка (3.668 милијарди динара), УниКредит банка Србија (3.039 милијарди динара), Комерцијална банка (2.583 милијарде динара) и Војвођанска банка (РСД). 1.322 милијарде). Банке са највећим нето губитком су НЛБ банка (-1.166 милијарди динара), Алфа банка (1.047 милијарди динара), Универзал банка (-554 милиона динара), ОТП банка Србија а.д. (-531 милион динара) и Пиреус банка (-431 милион динара). 